# Nemanja Radonjić
Nemanja Radonjić (en serbio: Немања Радоњић; Niš, 15 de febrero de 1996) es un futbolista serbio que juega en la demarcación de centrocampista para el Estrella Roja de Belgrado de la Superliga de Serbia.

## Selección nacional
Tras jugar en la selección de fútbol sub-17 de Serbia, la sub-18, la sub-19, la sub-20 y en la sub-21, finalmente hizo su debut con la selección absoluta el 14 de noviembre de 2017 en un encuentro amistoso contra Corea del Sur que finalizó con un resultado de empate a uno tras los goles de Adem Ljajić para Serbia, y de Koo Ja-cheol para Corea del Sur. El 1 de junio de 2018 el seleccionador Mladen Krstajić le convocó para formar parte del equipo que disputaría la Copa Mundial de Fútbol de 2018.

## Estadísticas

### Clubes
| Club                       | País          | Año           | Partidos | Goles | Promedio |
| -------------------------- | ------------- | ------------- | -------- | ----- | -------- |
| A. S. Roma Primavera       | Italia        | 2014-2016     | 3        | 1     | 0.33     |
| F. K. Čukarički (cedido)   | Serbia        | 2016-2017     | 31       | 4     | 0.13     |
| Estrella Roja de Belgrado  | Serbia        | 2017-2018     | 47       | 11    | 0.23     |
| Olympique de Marsella      | Francia       | 2018-2021     | 62       | 8     | 0.13     |
| Hertha Berlín (cedido)     | Alemania      | 2021          | 12       | 1     | 0.08     |
| Olympique de Marsella      | Francia       | 2021          | 1        | 0     | 0        |
| S. L. Benfica (cedido)     | Portugal      | 2021-2022     | 11       | 1     | 0.09     |
| Torino F. C.               | Italia        | 2022-2024     | 41       | 7     | 0.17     |
| R. C. D. Mallorca (cedido) | España        | 2024          | 14       | 0     | 0        |
| Estrella Roja de Belgrado  | Serbia        | 2024-         | 28       | 9     | 0.32     |
| Total carrera              | Total carrera | Total carrera | 248      | 42    | 0.17     |

## Palmarés

### Campeonatos nacionales
| Título              | Club                      | País   | Año  |
| ------------------- | ------------------------- | ------ | ---- |
| Superliga de Serbia | Estrella Roja de Belgrado | Serbia | 2018 |
| Superliga de Serbia | Estrella Roja de Belgrado | Serbia | 2025 |
| Copa de Serbia      | Estrella Roja de Belgrado | Serbia | 2025 |